# Fuerte Zoutman
El Fuerte Zoutman (en neerlandés: Fort Zoutman) es una fortificación militar en Oranjestad, la capital de Aruba. Construido en 1798 por el ejército holandés, es la estructura más antigua en la isla de Aruba. La Torre Guillermo III esta en el lado oeste de la fortaleza desde 1868. La fortaleza y la torre fueron restauradas y re-inauguradas en 1983 como el Museo Histórico de Aruba.
Los holandeses se asentaron en Paardenbaai (que quiere decir "Bahía de caballos") en la isla de Aruba como un puerto intermedio entre Curazao y Venezuela En 1796 , el Comité Militar se estableció en Curaçao bajo el gobernador interino Johan Rudolf Lauffer que ordenó construir fortificaciones en las islas de Aruba, Bonaire y Curazao para defenderse de los piratas y otros enemigos.